# 长清县学文庙大成殿
长清县学文庙大成殿，位于山东省济南市长清区文昌街道。是中华人民共和国山东省省级文物保护单位之一。
2013年，列入第四批山东省文物保护单位，该文物保护单位是一座古建筑。